# In questo mondo libero...
In questo mondo libero... (It's a Free World...) è un film del 2007 di Ken Loach.

## Trama
Inghilterra. Angie è una ragazza madre, impiegata di un'agenzia di collocamento, dinamica e dotata di forte senso pratico, ambizione e coraggio. Ha alle spalle una vita disordinata in cui non è riuscita a costruirsi un futuro e ha bisogno di dimostrare a se stessa e agli altri che può farcela da sola, senza l'aiuto di nessuno. 
Il figlio vive con i nonni e soffre del distacco della madre, arrivando a comportamenti aggressivi a scuola, per difenderne la reputazione.
Dopo essere stata licenziata per aver reagito ad una molestia sessuale da parte di un facoltoso cliente, Angie si rende conto che per lei è arrivato il momento di dare una svolta decisiva alla sua vita. Così, insieme alla sua coinquilina Rose, decide di aprire una propria agenzia per inserire nel mondo del lavoro i numerosi immigrati in cerca di un'occupazione.
In questo modo le ragazze senza quasi rendersene conto passano dall'essere sfruttate allo sfruttare loro stesse i lavoratori che smistano nelle diverse aziende richiedenti manodopera in nero e a basso costo. Angie dimostra subito di essere diventata una spietata capitalista senza nessuna remora nel sottoporre i lavoratori che si rivolgono a lei a un lavoro sempre più precario e umiliante.
Il padre di Angie è molto critico sul tipo di futuro che si sta costruendo la figlia, convinto che si sia imbarcata in un'attività senza prospettive. Cerca di farla ragionare sui problemi etici che il suo lavoro comporta, ma lei reagisce con rabbia, esprimendo tutta la sua frustrazione per le difficoltà professionali incontrate, e giustifica le sue scelte con il bisogno di ottenere una vita migliore. 
I guai seri cominciano quando un edile non ha i soldi per pagare un lavoro svolto dagli operai di Angie e Rose, che arrivano a picchiare la stessa Angie e ad assalire la casa delle amiche. Angie per garantirsi altri soldi non ha scrupoli nel denunciare una baraccopoli per far spazio a immigrati ucraini che per lavorare hanno bisogno di posto per dormire, questa situazione porta ad un litigio con Rose che l’abbandona. I guai per Angie non sono finiti, una sera viene assalita da uomini mascherati che minacciano di far del male a suo figlio se non salderà i suoi debiti con i lavoratori defraudati. Nel finale si vede Angie che vola in Ucraina sempre più cinica nel reclutare nuova forza lavoro.

## Produzione
Il titolo di lavorazione era These Times (Nel nostro tempo).
Durante il film viene trasmesso da un televisore Dog Soldiers di Neil Marshall. Erroneamente, nei titoli di coda della versione italiana, viene indicato come Guerrieri dell'inferno, film del 1978 di Karel Reisz che in originale si intitolava anch'esso Dog Soldiers (o Who'll Stop the Rain).

## Distribuzione
È stato presentato in concorso alla 64ª Mostra internazionale d'arte cinematografica di Venezia, ottenendo l'Osella d'oro per la migliore sceneggiatura. In Italia è uscito nelle sale il 28 settembre 2007.

## Riconoscimenti
- 2007 - Mostra del cinema di Venezia
  - Osella d'oro a Paul Laverty